# Guapó
Pour le groupe de rock, voir Guapo.
Guapó est une municipalité brésilienne de l'État de Goiás et la microrégion de Goiânia.